# Tartonne
Tartonne è un comune francese di 139 abitanti situato nel dipartimento delle Alpi dell'Alta Provenza della regione della Provenza-Alpi-Costa Azzurra. Nel territorio comunale vi sono le sorgenti del fiume Asse, tributario della Durance.

## Società

### Evoluzione demografica
Abitanti censiti